# Paul Sturgess
Paul Sturgess (Loughborough, Inglaterra, 25 de noviembre de 1987) es un exbaloncestista británico. Con una altura de 2,32 metros, es considerado uno de los baloncestistas profesionales más altos de la historia. Tras dejar el baloncesto competitivo se convirtió en orador motivacional y se dedicó a la actuación.

## Trayectoria deportiva
Sturgess jugó al fútbol y al golf antes de comenzar a jugar al baloncesto a sus 14 años. Para esa época medía apenas 1,68 metros, pero al cumplir los 18 ya había alcanzado los 2,18 metros. Su gran talla no es producto de una anomalía, sino una herencia genética.
Asistió al Burleigh Community College, una escuela especializada en el desarrollo deportivo. Tras egresar, recibió ofertas de varios clubes europeos para integrarse a sus divisiones formativas, pero optó por viajar a los Estados Unidos e ingresar al circuito del baloncesto universitario. Recibió en 2007 una beca para asistir al Instituto de Tecnología de Florida y jugar con los Florida Tech Panthers, un equipo de la División II de la NCAA. Luego de un año allí se transfirió al Brevard Community College, jugando su temporada como sophomore en los Brevard College Tornados en la NJCAA. Finalmente, para sus temporadas como junior y como senior, escogió a la Universidad Estatal Mountain, donde compitió con los Mountain State Cougars en los torneos de baloncesto la NAIA.
En junio de 2011 fue seleccionado por los Harlem Globetrotters en su draft. En esa ocasión, junto con Sturgess, también fueron seleccionados la estrella juvenil Andrew Goudelock, el futbolista Lionel Messi y el niño viral Jordan McCabe. Sin embargo de todos ellos sólo el británico aceptó la oferta de unirse al equipo. En consecuencia pasó los siguientes dos años participando del espectáculo deportivo que su organización montó en diversas ciudades del mundo.
En 2013 decidió volver al baloncesto competitivo, presentándose al draft de la NBA D-League. Fue escogido por el Springfield Armor con la segunda selección de tercera ronda. Tres días después fue adquirido por los Texas Legends. Sturgess jugaría sólo 11 partidos con el equipo, promediando 1 puntos y 1 rebote en 3.8 minutos de juego por encuentro. 
La temporada siguiente la disputó con el Cheshire Phoenix de la British Basketball League. En su país natal tuvo más chances de jugar, por lo que sus números mejoraron ligeramente (promedió 2.8 puntos y 2.7 rebotes en 18 encuentros). 
Luego de esa experiencia en el baloncesto profesional competitivo, regresó en 2017 a los Harlem Globetrotters para volver a salir de gira por dos años con la organización. Sin embargo esta vez lo hizo como parte de los Washington Generals, usando una máscara negra y asumiendo un rol de villano bajo el apodo de "Cager".

## Actuación
Al dejar de jugar, Sturgess se convirtió en orador motivacional, dirigiéndose especialmente a niños en escuelas y clubes de baloncesto. También apostó por la actuación, por lo que intervino en la filmación de la serie El Señor de los Anillos: los Anillos de Poder.